# Morphine
Morphine fue una banda de rock alternativo creada por Mark Sandman y Dana Colley en Cambridge, Massachusetts, EE. UU., activa entre 1989 y 1999. 
Morphine combinó elementos extraídos del blues y el jazz con arreglos más tradicionales de la escuela roquera, conjugando un sonido inusual y único. La forma distintiva de cantar de Sandman fue descrita como un «profundo, despreocupado y relajado susurro», y sus letras revelaban una fuerte influencia de la llamada generación beat. Cuando fueron consultados por reporteros para dar una descripción de su estilo, la banda creó la denominación «low rock». Una aproximación crítica estimó que «Morphine inmediatamente estableció un sonido minimalista, de bajo perfil que perfectamente pudo haberse convertido en un gimmick: un 'power trio' no elaborado en función de una guitarra eléctrica. En cambio, de manera perspicaz, Morphine expandió su vocabulario no convencional en cada álbum».
A pesar de que Morphine fue continuamente alabado por la crítica a lo largo de su existencia, es difícil determinar su éxito en términos comerciales. En los Estados Unidos la banda fue acogida y promocionada por la comunidad indie, incluyendo estaciones públicas de radio, estaciones de radio universitarias y el programa 120 Minutos de MTV (en el cual fueron invitados especiales en una ocasión), pero recibieron poca atención de estaciones de radio comerciales, radios con temática rock y otros programas de televisión musicales. Esto limitó la exposición mediática necesaria para obtener mayor éxito en su país, mientras internacionalmente disfrutaron de amplia difusión y acogida, especialmente en Australia y Francia.

## Historia
Morphine se formó en 1989 por el bajista/vocalista Mark Sandman, quien previamente se había desempeñado en la banda de rock alternativo blusero Treat Her Right, y el saxofonista Dana Colley, un miembro original de la banda de Boston llamada Three Colors. Sandman y Colley invitaron al baterista Jerome Deupree a unirse al grupo para completar la formación inicial.
Morphine grabó su álbum debut, Good, para la firma residente en Boston Accurate/Distortion en el año 1991. El álbum recibió críticas positivas y estableció una pequeña pero fiel audiencia. Posteriormente, la banda firmó con Rykodisc, quién volvió a publicar Good bajo su propia firma.
Cure for Pain, publicado en 1993, incrementó la audiencia de la banda fuera de Nueva Inglaterra, y sencillos como "Thursday" y "Buena" tuvieron cierta difusión en radios universitarias. 
Durante la grabación de Cure for Pain, Deupree fue reemplazado por Billy Conway, quien había tocado con Sandman en el grupo Treat Her Right. Sin embargo, Deupree fue el ejecutor de la mayor parte del contenido percutivo que se puede escuchar en el álbum. Conway se mantendría como miembro permanente de Morphine mientras Deupree volvería más tarde para presentarse con la banda, ambos en el estudio y en las diversas presentaciones en vivo. Los créditos finales del álbum citan a ambos e incluye una foto de los bateristas tocando con el grupo simultáneamente. Una vez finalizado Cure for Pain, la banda inició un tour por Estados Unidos, Europa, Japón y Australia.
En 1994, los cortes "Sheila" e "In Spite of Me" fueron incluidos en la banda sonora de la película Spanking the Monkey. La banda regresó al estudio en 1995 para producir el álbum Yes. En 1996, Morphine firmó con Dreamworks Records.
Dreamworks publicó su álbum debut en una firma grande, Like Swimming, el año siguiente. Fue un éxito de la crítica, pero no llevó a la banda a la exposición que ellos esperaban. Dreamworks produjo el video musical para el sencillo "Early to Bed". Dirigido por Jamie Caliri y publicado en marzo de 1997, el oscuro pero jocoso video se volvió instantáneamente el preferido entre los fanes y fue posteriormente nominado para un Premio Grammy.
El último álbum de estudio editado por la banda, The Night, fue completado a comienzos del año 1999. El día 3 de julio, en 1999, Sandman colapsó en el escenario del festival Nel Nome del Rock en el Giardini del Príncipe en Palestrina, Italia (cerca de Roma). Pronto se develó que la causa del deceso fue un ataque al corazón causando la inmediata disolución de Morphine. A pesar de ello, el álbum The Night fue publicado en el año 2000.
Desde entonces, Bootleg Detroit, un "bootleg en vivo oficial", y The Best of Morphine: 1992-1995 han sido también publicados bajo el nombre de Morphine.

## Orchestra Morphine, Hi-n-Dry, Twinemen y Vapours of Morphine
Después de un año de la muerte de Sandman, Colley junto a Conway crearon Orchestra Morphine, un grupo de amigos y colegas de Sandman quienes fueron de gira para celebrar la música de la banda y para reunir dinero para la "Fundación para la educación musical Mark Sandman" (Mark Sandman Music Education Fund). Orchestra Morphine generalmente mostró material del disco The Night, pero también incluyó temas del disco Hypnosonics. 
Más tarde, el cantante y guitarrista Laurie Sargent, un miembro de la banda Orchestra Morphine y miembro original de la agrupación Face to Face, se uniría a Colley y Conway en su primer intento de reagrupación post-Morphine, Twinemen. Conway y Colley también crearon el sello y estudio independiente Hi-n-Dry, convirtiendo el entorno de trabajo de Sandman en una empresa comercial. El listado del sello incluye un cierto número de amigos, colegas y otros músicos del área de Boston. Orchestra Morphine aún tiene reuniones ocasionales, pero ya no realizan giras.
En 2004, se publicó el box set de Mark Sandman llamado Sandbox por Hi-n-Dry. Contiene dos discos compactos y un DVD de material previamente no publicado, abarcando gran parte de la carrera musical de Sandman. El DVD incluye clips de diversos shows iniciales de Sandman, entrevistas durante giras de Morphine, y varios videos extraídos de proyectos como solista o en otros grupos de Sandman, tales como Treat Her Right. Sin embargo, éste box set no contiene ningún material de Sandman que pueda ser encontrado en el catálogo de Morphine, ni videos musicales de la banda, o algún material promocional publicado por Rykodisc o Dreamworks Records. Muchos creen que éste es el resultado de una relación poco cooperativa entre los miembros supervivientes de la banda y sus sellos discográficos, aunque Colley y Conway ambos contribuyeron a la publicación de The Best of Morphine, por Rykodisc en el año 2003.
Jerome Deupree continúa grabando con varios artistas de Jazz para posteriormente pasar a formar parte del grupo Bourbon Princess.
En el año 2006, Dana Colley formó la banda A.K.A.C.O.D. junto a Monique Ortiz (miembro inicial de Bourbon Princess). Su álbum debut, Happiness, fue publicado en 2007, y presentado en la gira del 2008.
En 2009, Colley y Deupree empezaron a interpretar regularmente temas de Morphine además de material nuevo como Members of Morphine (también llamado Ever-Expanding Elastic Waste Band) junto al cantante, bajista y guitarrista de New Orleans Jeremy Lyons. En julio de 2009, el grupo actuó en Nel Nome Del Rock Festival en Palestrina, Italia, en el mismo lugar donde Mark Sandman murió 10 años antes. En 2014 la banda fue renombrada como Vapors of Morphine.

## Miembros de la banda
- Mark Sandman - Bajo eléctrico slide de dos cuerdas, voces, órgano, tritar, guitarra, piano.
- Dana Colley - Saxo barítono, saxo tenor, saxo doble, triángulo.
- Billy Conway - Batería y percusiones varias (1993-1999).
- Jerome Deupree - Batería y percusiones varias (1989-1993; 1998-1999).

## Instrumentos
La instrumentación usada por Morphine era bastante particular: El instrumento principal de Sandman es un bajo eléctrico de dos cuerdas (las cuales usualmente estaban tensadas de tal forma que emitían la misma nota) ejecutado con un slide (sin embargo a través de los diversos álbumes fue incluyendo diversos matices de guitarra acústica, piano, órgano eléctrico entre otros instrumentos). Colley tocaba generalmente un saxofón barítono, junto con saxofones soprano o tenor, y el raro saxofón bajo, llegando algunas veces a tocar dos al mismo tiempo, como Roland Kirk; también ocasionalmente acompañaba con percusión, y un dobro en uno de los B-sides.

## Discografía

### Álbumes de estudio
- Good (1992)
- Cure for Pain (1993)
- Yes (1995)
- Like Swimming (1997)
- The Night (2000)

### Álbumes en vivo y compilaciones
- B-Sides and Otherwise - 1997
- Sampilation - 1997
- Bootleg Detroit - 2000
- The Best of Morphine: 1992-1995 - 2003
- Sandbox: The Mark Sandman Box Set - 2004
- At Your Service (2009)

### Sencillos
- "Buena" (1993)
- "Thursday" (1993)
- "Cure for Pain" (1994)
- "Super Sex" (1995)
- "Honey White" (1995)
- "Early to Bed" (1997)
- "Murder for the Money" (1997)
- "Eleven O'Clock" (1999)